# Berg C.I
Aviatik (Berg) C.I  byl rakousko-uherský jednomotorový průzkumný dvouplošník smíšené konstrukce  používaný v první světové válce. 

## Vznik
Projekt letounu Aviatik C.I vypracoval konstruktér Dipl. Ing. Julius von Berg na jaře 1916 a 8. června ho předložil Leteckému arsenálu ve Fischamendu. Fliegerarsenal však společnosti Aviatik nařídil pokračovat v licenční výrobě průzkumných strojů Knoller C.II. Až na přímou intervenci velitele Luftfahrtruppe Obersta Emila Uzelace objednal Letecký arsenál u Aviatiku v září 1916 stavbu tří prototypů (30.14 až 30.16). Výzbroj Aviatiků C.I obvykle tvořil pevný a pod úhlem 15° nahoru vyosený kulomet Schwarzlose M.16 ráže 8 mm a identický pohyblivý kulomet ovládaný pozorovatelem.

## Vývoj
První prototyp 30.14, poháněný řadovým vodou chlazeným stojatým šestiválcem Daimler o výkonu 136 kW, byl zalétán 26. listopadu 1916 v Aspernu. Od pozdějších sériových strojů se lišil třídílným horním křídlem s baldachýnem neseným vzpěrami. Protože třetí prototyp 30.16 nevyhověl při statických zkouškách tuhostí a pevností nosných ploch, byly následně zesíleny a horní pak stavěno vcelku.
V březnu 1917 pak Fliegerarsenal u výrobce objednal celkem 96 kusů C.I včetně prototypů. Celkem 49 z nich mělo obdržet motory Daimler o 136 kW (série 37) a zbytek pohonné jednotky Daimler o výkonu 147 kW (série 137). Na jednomístné fotoprůzkumné stroje s pevně instalovanou svislou kamerou bylo upraveno 16 strojů C.I série 37 a 12 série 137. Letecký arsenál následně objednal licenční výrobu Aviatiků C.I u Lohnerwerke ve Vídni-Floridsdorfu, který od srpna 1917 postavil 32 kusy série 114 s Daimlery o 136 kW a 18 série 214 s Daimlery 147 kW.
Další licenční výroba C.I probíhala u firmy Ungarische Lloyd Flugzeug und Motorenfabrik v Budapešti a Aszódu. Celková produkce zde od září 1917 dosáhla počtu 45 kusů C.I série 47, avšak s nespolehlivými pohonnými jednotkami Daimler o 136 kW vyráběnými uherskou firmou MAG. Část byla na polních letištích upravena na jednomístné.
Od února 1918 dodávala 40 strojů C.I série 83 se slabšími Daimlery továrna WKF ve Vídni a Hennesdorfu. Dvanáct bylo již během výroby upraveno na jednomístné, některé byly vyzbrojeny i synchronizovanými kulomety. Rovněž od února 1918 do dubna dodala továrna MAG v Budapešti 24 kusy série 91 se slabšími Daimlery, z toho 6 jednomístných. Nasazeny byly v bojích na řece Piavě. V srpnu bylo 21 z nich určeno k přestavbě na cvičné s dvojím řízením a v říjnu proto odesláno do pražské továrny Al-Ma ing. Martia. 

## Nasazení
První Aviatiky C.I série 37 obdržela v květnu 1917 letecká rota Flik 19, avšak shledala je pro polní službu poddimenzované a poruchové. Oberst Uzelac proto výrobu na čas pozastavil až do místních zesíleních draku. Letouny série 37 byly vyzbrojeny Fliky 17D, 21D, 24F a 48D v jižních Tyrolích a Fliky 2D, 5D, 12Rb, 19DD, 22D, 23D, 32, 34D, 35D, 46P a 58D na frontě u řeky Isonzo. 
Série 137 byla dodávána od září 1917, pro nedostatek výkonnějších Daimlerů někdy s instalovanými slabšími motory. Letouny série 137 byly vyzbrojeny Fliky 5D, 17D, 21D, 27D, 39D, 47D, 49F, 50D, 58D, 59D a 73D.
Stroje leteckého výrobce Lohnerwerke série 114 byly po jednom dodávány Flikům 2D, 4D, 10F, 16D, 19D, 23D, 27F, 46D, 47D, 49D, 50D, 53D, 57D a 58D. 
C.I série 214 tvořila první výzbroj Fliků 22D, 38D, 40P, 49D a 52D. Některé letouny obou sérií byly polními dílnami upraveny na jednomístné.
Aviatiky série 47 operovaly u Fliku 101G, Fliky 17D, 24F a 39D pak jako dvoumístné i jednomístné. Letouny z produkce WKF byly na frontě používány jen omezeně, 7 převzal Flik 73D, avšak brzy byly nahrazeny typem Hansa-Brandenburg C.I. Dva Aviatiky C.I byly v Československu po válce provozovány leteckým sdružením Bohemia, které ve stavu společnosti figurují naposledy 20. září 1922.

## Specifikace (série 37)

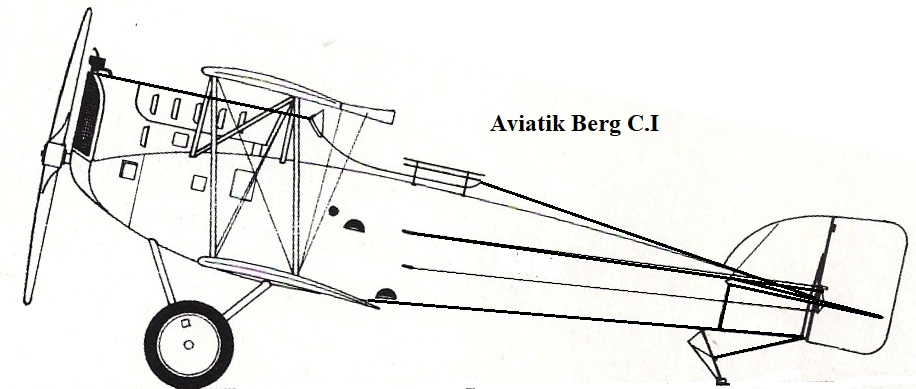
Aviatik (Berg) C.I v bokorysu

Údaje podle

### Technické údaje
- Posádka: 2
- Rozpětí: 8,40 m
- Délka: 6,86 m
- Výška: 2,26 m
- Nosná plocha: 24,80 m²
- Hmotnost prázdná: 653 kg
- Hmotnost vzletová: 976 kg
- Pohonná jednotka: 1 × kapalinou chlazený šestiválcový řadový motor Austro-Daimler 6
- Výkon pohonné jednotky: 185 hp (138 kW)

### Výkony
- Maximální rychlost u země: 178 km/h
- Výstup do 1000 m: 3 min 38 s
- Výstup do 5000 m: 28 min
- Vytrvalost: 3,5 h
- Dostup: 6000 m

### Výzbroj
- 1 × kulomet Schwarzlose nad horním křídlem, střílející nad okruhem vrtule[5]
- 1 × pohyblivý kulomet Schwarzlose[5]